# Třetí Helénská republika
Třetí helénská republika (řecky Γ΄ Ελληνική Δημοκρατία) je období novodobé řecké historie, které začalo roku 1974, kdy došlo k pádu řecké vojenské junty a zrušení řecké monarchie. Je třetím obdobím republikánské vlády v Řecku, po první republice (1821–1832) a druhé republice (1924–1935). Třetí Helénskou republiku charakterizoval rozvoj sociálních svobod, evropská orientace Řecka (vstup do Evropské unie roku 1981 a přijetí eura roku 2002), politická dominance stran Nová Demokracie a Panhelénské socialistické hnutí, dočasné vzedmutí krajní levice (Koalice radikální levice), pořádání olympijských her v roce 2004 nebo dluhová a následná sociální krize. 